# Редукція (логіка)
Редукція (логіка) — пошук такого судження, з якого випливає судження, визнане нами за істинне; зведення складного до простішого в інтересах наукового аналізу.
Редукція — логіко-методологічний прийом, який полягає у зведенні в процесі дослідження одного явища до іншого, однієї задачі чи проблеми до іншої з метою її спрощення. Редукцію застосовують до складних явищ, які не можна вивчити без абстрагування від багатьох його властивостей (наприклад, при моделюванні складних процесів, у логіці тощо).